# Dipa Karmakar
Dipa Karmakar (in bengalese: দীপা কর্মকার; Agartala, 9 agosto 1993) è una ginnasta indiana, membro della nazionale indiana di ginnastica artistica.

## Carriera
È la prima ginnasta indiana ad aver vinto una medagalia nell'artistica femminile ai Giochi del Commonwealth, e la seconda nella storia dei Giochi dopo Ashish Kumar.
Inoltre ha conquistato tale medaglia, nella finale al volteggio a Glasgow 2014, eseguendo un Produnova (un salto con coefficiente di difficoltà 7,0, la più alta per tale attrezzo), diventando la prima ginnasta dai tempi dell'inventrice Elena Produnova capace di eseguirlo senza cadere né sbilanciarsi, ottenendo un punteggio di 8,1 nell'esecuzione.